# Кардинал, Танту
Ро́уз Мари́ «Танту́» Ка́рдинал (англ. Rose Marie «Tantoo» Cardinal; 20 июля 1950, Анзак, Форт-Макмаррей, Альберта, Канада) — канадская актриса и кинорежиссёр.

## Биография
Роуз Мари Кардинал (настоящее имя Танту) родилась 20 июля 1950 года в Анзаке (Форт-Макмаррей, провинция Альберта, Канада), став первенцем в семье метиски крикского происхождения Джулии Кардинал, и была воспитана бабушкой по материнской линии.
В 1993 году Танту получила почётную степень доктора изящных искусств (Doctor of Fine Arts) Рочестерского университета.
Танту дебютировала в кино в 1975 году, сыграв роль в короткометражном фильме «Он приходит без звонка». Всего Кардинал сыграла в 91 фильме и телесериале.
В 1999 году Танту дебютировала в качестве режиссёра с короткометражным фильмом «Истории Седьмого Огня».
Танту — лауреат премий «Western Heritage Awards» (1991), Banff World Media Festival (1995), «Джемини» (1996), «First Americans in the Arts Awards» (2001), Vancouver International Film Festival (2008), «Leo Awards» (2012) и Philadelphia FirstGlance Film Festival (2012).

## Личная жизнь
В 1968—1976 года Танту была замужем за Фредом Мартином. В этом браке Кардинал родила своего первенца — сына Шайенна Мартина.
Затем Танту состояла в фактическом браке. В этих отношениях Кардинал родила своего второго сына — Клиффорда.
В 1988—2000 года Танту была замужем за актёром Джоном Лоулором. В этом браке Кардинал родила своего третьего ребёнка — дочь Риэль Лоулор.

## Избранная фильмография
актриса
| Год       |     | Русское название                       | Оригинальное название                                    | Роль                                               |
| --------- | --- | -------------------------------------- | -------------------------------------------------------- | -------------------------------------------------- |
| 1975      | кор | Он приходит без звонка                 | He Comes Without Calling                                 | имя персонажа неизвестно                           |
| 1986      | кор | Чужие края ("Дочери отчизны", фильм 3) | Places Not Our Own (Daughters of the Country, Episode 3) | Роуз (в титрах указана как Tantoo Martin-Cardinal) |
| 1988      | ф   | Лазутчики                              | War Party                                                | мать Сонни                                         |
| 1990      | ф   | Танцующий с волками                    | Dances with Wolves                                       | Чёрная Накидка                                     |
| 1993      | ф   | Язык молчания                          | Silent Tongue                                            | Немой Язык                                         |
| 1993      | ф   | Большой Медведь                        | Big Bear                                                 | Running Second                                     |
| 1993      | ф   | Там, где реки текут на север           | Where the Rivers Flow North                              | Бангор                                             |
| 1993—1995 | с   | Доктор Куин, женщина-врач              | Dr. Quinn, Medicine Woman                                | Снежная Птица                                      |
| 1994      | ф   | Легенды осени                          | Legends of the Fall                                      | Пет Декер                                          |
| 1994—1997 | с   | К северу от 60-й                       | North of 60                                              | Бетти Моузес                                       |
| 1998      | ф   | Дымовые сигналы                        | Smoke Signals                                            | Арлин Джозеф                                       |
| 1999      | ф   | Истории Седьмого Огня                  | Stories from the Seventh Fire                            | мама-волчица (голос)                               |
| 2012      | с   | Убийство                               | The Killing                                              | проститутка                                        |
| 2013      | ф   | Майна                                  | Maina                                                    | Текаэра                                            |
| 2016      | с   | Граница                                | Frontier                                                 | Каменна                                            |
| 2016      | ф   | Арка                                   | ARQ                                                      | The Pope                                           |
| 2018      | с   | Чужестранка                            | Outlander                                                | Адавехи                                            |
| 2023      | ф   | Убийцы цветочной луны                  | Killers of the Flower Moon                               | Лиззи К                                            |
| 2024      | с   | Эхо                                    | Echo                                                     | Чула                                               |

режиссёр
- 1999 — «Истории Седьмого Огня»/Stories from the Seventh Fire